# Lista di asteroidi (182001-183000)
Di seguito una lista di asteroidi dal numero 182001 al 183000 con data di scoperta e scopritore.

## 182001-182100
| Nome                 | Designazione provvisoria | Data di scoperta | Scopritore  |
| -------------------- | ------------------------ | ---------------- | ----------- |
| 182001 -             | 1999 WQ23                | 17 novembre 1999 | Spacewatch  |
| 182002 -             | 1999 XV7                 | 4 dicembre 1999  | Roe, J. M.  |
| 182003 -             | 1999 XE14                | 5 dicembre 1999  | LINEAR      |
| 182004 -             | 1999 XK17                | 7 dicembre 1999  | LINEAR      |
| 182005 -             | 1999 XR26                | 6 dicembre 1999  | LINEAR      |
| 182006 -             | 1999 XJ45                | 7 dicembre 1999  | LINEAR      |
| 182007 -             | 1999 XR48                | 7 dicembre 1999  | LINEAR      |
| 182008 -             | 1999 XE69                | 7 dicembre 1999  | LINEAR      |
| 182009 -             | 1999 XZ122               | 7 dicembre 1999  | CSS         |
| 182010 -             | 1999 XT133               | 12 dicembre 1999 | LINEAR      |
| 182011 -             | 1999 XL159               | 8 dicembre 1999  | LINEAR      |
| 182012 -             | 1999 XY218               | 15 dicembre 1999 | Spacewatch  |
| 182013 -             | 1999 XR225               | 13 dicembre 1999 | Spacewatch  |
| 182014 -             | 1999 XC226               | 14 dicembre 1999 | Spacewatch  |
| 182015 -             | 1999 XH248               | 6 dicembre 1999  | LINEAR      |
| 182016 -             | 1999 XF255               | 12 dicembre 1999 | Spacewatch  |
| 182017 -             | 1999 YO7                 | 27 dicembre 1999 | Spacewatch  |
| 182018 -             | 1999 YA8                 | 27 dicembre 1999 | Spacewatch  |
| 182019 -             | 1999 YF14                | 31 dicembre 1999 | Spacewatch  |
| 182020 -             | 1999 YZ16                | 31 dicembre 1999 | Spacewatch  |
| 182021 -             | 2000 AU5                 | 4 gennaio 2000   | Spacewatch  |
| 182022 -             | 2000 AD27                | 3 gennaio 2000   | LINEAR      |
| 182023 -             | 2000 AG27                | 3 gennaio 2000   | LINEAR      |
| 182024 -             | 2000 AB90                | 5 gennaio 2000   | LINEAR      |
| 182025 -             | 2000 AV100               | 5 gennaio 2000   | LINEAR      |
| 182026 -             | 2000 AQ113               | 5 gennaio 2000   | LINEAR      |
| 182027 -             | 2000 AJ145               | 6 gennaio 2000   | LINEAR      |
| 182028 -             | 2000 AL194               | 8 gennaio 2000   | LINEAR      |
| 182029 -             | 2000 BV4                 | 21 gennaio 2000  | LINEAR      |
| 182030 -             | 2000 BJ7                 | 29 gennaio 2000  | LINEAR      |
| 182031 -             | 2000 BJ13                | 29 gennaio 2000  | Spacewatch  |
| 182032 -             | 2000 BN13                | 29 gennaio 2000  | Spacewatch  |
| 182033 -             | 2000 CJ15                | 2 febbraio 2000  | LINEAR      |
| 182034 -             | 2000 CS21                | 2 febbraio 2000  | LINEAR      |
| 182035 -             | 2000 CY38                | 3 febbraio 2000  | LINEAR      |
| 182036 -             | 2000 CV43                | 2 febbraio 2000  | LINEAR      |
| 182037 -             | 2000 CE52                | 2 febbraio 2000  | LINEAR      |
| 182038 -             | 2000 CL64                | 3 febbraio 2000  | LINEAR      |
| 182039 -             | 2000 CR67                | 1 febbraio 2000  | Spacewatch  |
| 182040 -             | 2000 CD72                | 7 febbraio 2000  | Spacewatch  |
| 182041 -             | 2000 CX73                | 7 febbraio 2000  | Spacewatch  |
| 182042 -             | 2000 CE88                | 4 febbraio 2000  | LINEAR      |
| 182043 -             | 2000 CH96                | 11 febbraio 2000 | Spacewatch  |
| 182044 Ryschkewitsch | 2000 CV109               | 5 febbraio 2000  | Buie, M. W. |
| 182045 -             | 2000 CC131               | 3 febbraio 2000  | Spacewatch  |
| 182046 -             | 2000 CL147               | 11 febbraio 2000 | LINEAR      |
| 182047 -             | 2000 CE149               | 8 febbraio 2000  | Spacewatch  |
| 182048 -             | 2000 DU16                | 29 febbraio 2000 | LINEAR      |
| 182049 -             | 2000 DY36                | 29 febbraio 2000 | LINEAR      |
| 182050 -             | 2000 DF40                | 29 febbraio 2000 | LINEAR      |
| 182051 -             | 2000 DP47                | 29 febbraio 2000 | LINEAR      |
| 182052 -             | 2000 DD49                | 29 febbraio 2000 | LINEAR      |
| 182053 -             | 2000 DM61                | 29 febbraio 2000 | LINEAR      |
| 182054 -             | 2000 DG89                | 26 febbraio 2000 | Spacewatch  |
| 182055 -             | 2000 DA92                | 27 febbraio 2000 | Spacewatch  |
| 182056 -             | 2000 DD93                | 28 febbraio 2000 | LINEAR      |
| 182057 -             | 2000 DY103               | 29 febbraio 2000 | LINEAR      |
| 182058 -             | 2000 DN108               | 29 febbraio 2000 | LINEAR      |
| 182059 -             | 2000 DQ114               | 28 febbraio 2000 | Spacewatch  |
| 182060 -             | 2000 DL116               | 25 febbraio 2000 | CSS         |
| 182061 -             | 2000 EU3                 | 3 marzo 2000     | LINEAR      |
| 182062 -             | 2000 ET15                | 3 marzo 2000     | Spacewatch  |
| 182063 -             | 2000 EZ55                | 5 marzo 2000     | LINEAR      |
| 182064 -             | 2000 EC79                | 5 marzo 2000     | LINEAR      |
| 182065 -             | 2000 EH154               | 6 marzo 2000     | NEAT        |
| 182066 -             | 2000 EF159               | 3 marzo 2000     | LINEAR      |
| 182067 -             | 2000 FS7                 | 29 marzo 2000    | LINEAR      |
| 182068 -             | 2000 FX54                | 30 marzo 2000    | Spacewatch  |
| 182069 -             | 2000 GR27                | 5 aprile 2000    | LINEAR      |
| 182070 -             | 2000 GC47                | 5 aprile 2000    | LINEAR      |
| 182071 -             | 2000 GJ67                | 5 aprile 2000    | LINEAR      |
| 182072 -             | 2000 GX81                | 7 aprile 2000    | LINEAR      |
| 182073 -             | 2000 GZ81                | 7 aprile 2000    | LINEAR      |
| 182074 -             | 2000 GC119               | 3 aprile 2000    | Spacewatch  |
| 182075 -             | 2000 GM119               | 3 aprile 2000    | Spacewatch  |
| 182076 -             | 2000 GH130               | 5 aprile 2000    | Spacewatch  |
| 182077 -             | 2000 GA131               | 7 aprile 2000    | Spacewatch  |
| 182078 -             | 2000 GS170               | 5 aprile 2000    | LONEOS      |
| 182079 -             | 2000 HD1                 | 24 aprile 2000   | Spacewatch  |
| 182080 -             | 2000 HA2                 | 25 aprile 2000   | Spacewatch  |
| 182081 -             | 2000 HC2                 | 25 aprile 2000   | Spacewatch  |
| 182082 -             | 2000 HD8                 | 27 aprile 2000   | LINEAR      |
| 182083 -             | 2000 HS51                | 29 aprile 2000   | LINEAR      |
| 182084 -             | 2000 HL58                | 25 aprile 2000   | LONEOS      |
| 182085 -             | 2000 HN59                | 25 aprile 2000   | LONEOS      |
| 182086 -             | 2000 HW68                | 29 aprile 2000   | LINEAR      |
| 182087 -             | 2000 HH81                | 28 aprile 2000   | LONEOS      |
| 182088 -             | 2000 HV83                | 30 aprile 2000   | LONEOS      |
| 182089 -             | 2000 JK7                 | 1 maggio 2000    | Spacewatch  |
| 182090 -             | 2000 JH10                | 4 maggio 2000    | LINEAR      |
| 182091 -             | 2000 JD13                | 6 maggio 2000    | LINEAR      |
| 182092 -             | 2000 JE41                | 6 maggio 2000    | LINEAR      |
| 182093 -             | 2000 JJ43                | 7 maggio 2000    | LINEAR      |
| 182094 -             | 2000 JK68                | 7 maggio 2000    | Spacewatch  |
| 182095 -             | 2000 JX68                | 9 maggio 2000    | Spacewatch  |
| 182096 -             | 2000 JF80                | 6 maggio 2000    | Spacewatch  |
| 182097 -             | 2000 KV11                | 28 maggio 2000   | LINEAR      |
| 182098 -             | 2000 KO31                | 28 maggio 2000   | LINEAR      |
| 182099 -             | 2000 KJ49                | 30 maggio 2000   | Spacewatch  |
| 182100 -             | 2000 KX52                | 25 maggio 2000   | LONEOS      |

## 182101-182200
| Nome         | Designazione provvisoria | Data di scoperta  | Scopritore                  |
| ------------ | ------------------------ | ----------------- | --------------------------- |
| 182101 -     | 2000 KM59                | 25 maggio 2000    | LONEOS                      |
| 182102 -     | 2000 LX22                | 6 giugno 2000     | Spacewatch                  |
| 182103 -     | 2000 NN13                | 5 luglio 2000     | LONEOS                      |
| 182104 -     | 2000 NT20                | 6 luglio 2000     | Spacewatch                  |
| 182105 -     | 2000 OR17                | 23 luglio 2000    | LINEAR                      |
| 182106 -     | 2000 OT34                | 30 luglio 2000    | LINEAR                      |
| 182107 -     | 2000 OC35                | 30 luglio 2000    | LINEAR                      |
| 182108 -     | 2000 PY6                 | 6 agosto 2000     | Nomen, J.                   |
| 182109 -     | 2000 QL3                 | 24 agosto 2000    | LINEAR                      |
| 182110 -     | 2000 QE19                | 24 agosto 2000    | LINEAR                      |
| 182111 -     | 2000 QZ35                | 24 agosto 2000    | LINEAR                      |
| 182112 -     | 2000 QL37                | 24 agosto 2000    | LINEAR                      |
| 182113 -     | 2000 QH104               | 28 agosto 2000    | LINEAR                      |
| 182114 -     | 2000 QC119               | 25 agosto 2000    | LINEAR                      |
| 182115 -     | 2000 QL141               | 31 agosto 2000    | LINEAR                      |
| 182116 -     | 2000 QM161               | 31 agosto 2000    | LINEAR                      |
| 182117 -     | 2000 QF168               | 31 agosto 2000    | LINEAR                      |
| 182118 -     | 2000 QF170               | 31 agosto 2000    | LINEAR                      |
| 182119 -     | 2000 QH186               | 26 agosto 2000    | LINEAR                      |
| 182120 -     | 2000 QW189               | 26 agosto 2000    | LINEAR                      |
| 182121 -     | 2000 QL227               | 31 agosto 2000    | LINEAR                      |
| 182122 Sepan | 2000 QY234               | 26 agosto 2000    | Buie, M. W.                 |
| 182123 -     | 2000 RA21                | 1 settembre 2000  | LINEAR                      |
| 182124 -     | 2000 RY23                | 1 settembre 2000  | LINEAR                      |
| 182125 -     | 2000 RK26                | 1 settembre 2000  | LINEAR                      |
| 182126 -     | 2000 RJ38                | 5 settembre 2000  | Uppsala-DLR Asteroid Survey |
| 182127 -     | 2000 RJ70                | 2 settembre 2000  | LINEAR                      |
| 182128 -     | 2000 RC72                | 2 settembre 2000  | LINEAR                      |
| 182129 -     | 2000 RR99                | 5 settembre 2000  | LONEOS                      |
| 182130 -     | 2000 SY15                | 23 settembre 2000 | LINEAR                      |
| 182131 -     | 2000 SD17                | 23 settembre 2000 | LINEAR                      |
| 182132 -     | 2000 SG17                | 23 settembre 2000 | LINEAR                      |
| 182133 -     | 2000 SO23                | 26 settembre 2000 | Zoltowski, F. B.            |
| 182134 -     | 2000 SL25                | 23 settembre 2000 | LINEAR                      |
| 182135 -     | 2000 SP27                | 23 settembre 2000 | LINEAR                      |
| 182136 -     | 2000 ST29                | 24 settembre 2000 | LINEAR                      |
| 182137 -     | 2000 SA31                | 24 settembre 2000 | LINEAR                      |
| 182138 -     | 2000 SJ33                | 24 settembre 2000 | LINEAR                      |
| 182139 -     | 2000 SM33                | 24 settembre 2000 | LINEAR                      |
| 182140 -     | 2000 SX42                | 25 settembre 2000 | Crni Vrh                    |
| 182141 -     | 2000 SZ43                | 23 settembre 2000 | LINEAR                      |
| 182142 -     | 2000 SN44                | 27 settembre 2000 | LINEAR                      |
| 182143 -     | 2000 SQ45                | 22 settembre 2000 | LINEAR                      |
| 182144 -     | 2000 SN47                | 23 settembre 2000 | LINEAR                      |
| 182145 -     | 2000 SR49                | 23 settembre 2000 | LINEAR                      |
| 182146 -     | 2000 ST57                | 24 settembre 2000 | LINEAR                      |
| 182147 -     | 2000 SJ60                | 24 settembre 2000 | LINEAR                      |
| 182148 -     | 2000 SB64                | 24 settembre 2000 | LINEAR                      |
| 182149 -     | 2000 SN65                | 24 settembre 2000 | LINEAR                      |
| 182150 -     | 2000 SK68                | 24 settembre 2000 | LINEAR                      |
| 182151 -     | 2000 SK70                | 24 settembre 2000 | LINEAR                      |
| 182152 -     | 2000 SM73                | 24 settembre 2000 | LINEAR                      |
| 182153 -     | 2000 SU77                | 24 settembre 2000 | LINEAR                      |
| 182154 -     | 2000 SF78                | 24 settembre 2000 | LINEAR                      |
| 182155 -     | 2000 SB84                | 24 settembre 2000 | LINEAR                      |
| 182156 -     | 2000 SG87                | 24 settembre 2000 | LINEAR                      |
| 182157 -     | 2000 SF103               | 24 settembre 2000 | LINEAR                      |
| 182158 -     | 2000 SQ122               | 24 settembre 2000 | LINEAR                      |
| 182159 -     | 2000 SZ132               | 23 settembre 2000 | LINEAR                      |
| 182160 -     | 2000 SC161               | 27 settembre 2000 | LINEAR                      |
| 182161 -     | 2000 SL184               | 20 settembre 2000 | NEAT                        |
| 182162 -     | 2000 SZ186               | 21 settembre 2000 | NEAT                        |
| 182163 -     | 2000 SO193               | 24 settembre 2000 | LINEAR                      |
| 182164 -     | 2000 SO196               | 24 settembre 2000 | LINEAR                      |
| 182165 -     | 2000 SO197               | 24 settembre 2000 | LINEAR                      |
| 182166 -     | 2000 SS202               | 24 settembre 2000 | LINEAR                      |
| 182167 -     | 2000 SG214               | 26 settembre 2000 | LINEAR                      |
| 182168 -     | 2000 SL214               | 26 settembre 2000 | LINEAR                      |
| 182169 -     | 2000 SQ216               | 26 settembre 2000 | LINEAR                      |
| 182170 -     | 2000 SU222               | 27 settembre 2000 | LINEAR                      |
| 182171 -     | 2000 SZ222               | 27 settembre 2000 | LINEAR                      |
| 182172 -     | 2000 SG229               | 28 settembre 2000 | LINEAR                      |
| 182173 -     | 2000 SX239               | 28 settembre 2000 | LINEAR                      |
| 182174 -     | 2000 SQ247               | 24 settembre 2000 | LINEAR                      |
| 182175 -     | 2000 SH250               | 24 settembre 2000 | LINEAR                      |
| 182176 -     | 2000 SM250               | 24 settembre 2000 | LINEAR                      |
| 182177 -     | 2000 SK253               | 24 settembre 2000 | LINEAR                      |
| 182178 -     | 2000 SR282               | 23 settembre 2000 | LINEAR                      |
| 182179 -     | 2000 SC292               | 27 settembre 2000 | LINEAR                      |
| 182180 -     | 2000 SP294               | 27 settembre 2000 | LINEAR                      |
| 182181 -     | 2000 SG310               | 26 settembre 2000 | LINEAR                      |
| 182182 -     | 2000 SK318               | 29 settembre 2000 | NEAT                        |
| 182183 -     | 2000 SK324               | 28 settembre 2000 | Spacewatch                  |
| 182184 -     | 2000 SP325               | 29 settembre 2000 | Spacewatch                  |
| 182185 -     | 2000 SR343               | 23 settembre 2000 | LINEAR                      |
| 182186 -     | 2000 SU349               | 29 settembre 2000 | LONEOS                      |
| 182187 -     | 2000 SY363               | 20 settembre 2000 | LINEAR                      |
| 182188 -     | 2000 TK13                | 1 ottobre 2000    | LINEAR                      |
| 182189 -     | 2000 TM34                | 6 ottobre 2000    | LONEOS                      |
| 182190 -     | 2000 TD35                | 6 ottobre 2000    | LONEOS                      |
| 182191 -     | 2000 UC14                | 27 ottobre 2000   | Spacewatch                  |
| 182192 -     | 2000 UE14                | 27 ottobre 2000   | Spacewatch                  |
| 182193 -     | 2000 UB21                | 24 ottobre 2000   | LINEAR                      |
| 182194 -     | 2000 UX24                | 24 ottobre 2000   | LINEAR                      |
| 182195 -     | 2000 UR35                | 24 ottobre 2000   | LINEAR                      |
| 182196 -     | 2000 UT45                | 24 ottobre 2000   | LINEAR                      |
| 182197 -     | 2000 UX65                | 25 ottobre 2000   | LINEAR                      |
| 182198 -     | 2000 UK105               | 29 ottobre 2000   | LINEAR                      |
| 182199 -     | 2000 UN108               | 31 ottobre 2000   | LINEAR                      |
| 182200 -     | 2000 UH111               | 26 ottobre 2000   | Spacewatch                  |

## 182201-182300
| Nome               | Designazione provvisoria | Data di scoperta | Scopritore                           |
| ------------------ | ------------------------ | ---------------- | ------------------------------------ |
| 182201 -           | 2000 VD20                | 1 novembre 2000  | LINEAR                               |
| 182202 -           | 2000 VW20                | 1 novembre 2000  | LINEAR                               |
| 182203 -           | 2000 VS59                | 1 novembre 2000  | Spacewatch                           |
| 182204 -           | 2000 WA21                | 25 novembre 2000 | Spacewatch                           |
| 182205 -           | 2000 WR21                | 24 novembre 2000 | Jeon, Y.-B., Lee, B.-C.              |
| 182206 -           | 2000 WZ42                | 21 novembre 2000 | LINEAR                               |
| 182207 -           | 2000 WF46                | 21 novembre 2000 | LINEAR                               |
| 182208 -           | 2000 WC57                | 21 novembre 2000 | LINEAR                               |
| 182209 -           | 2000 WM69                | 19 novembre 2000 | LINEAR                               |
| 182210 -           | 2000 WR82                | 20 novembre 2000 | LINEAR                               |
| 182211 -           | 2000 WT102               | 26 novembre 2000 | LINEAR                               |
| 182212 -           | 2000 WN122               | 29 novembre 2000 | LINEAR                               |
| 182213 -           | 2000 WU122               | 29 novembre 2000 | LINEAR                               |
| 182214 -           | 2000 WB127               | 17 novembre 2000 | Spacewatch                           |
| 182215 -           | 2000 WP145               | 22 novembre 2000 | NEAT                                 |
| 182216 -           | 2000 WK163               | 21 novembre 2000 | LINEAR                               |
| 182217 -           | 2000 WR163               | 21 novembre 2000 | LINEAR                               |
| 182218 -           | 2000 WX180               | 29 novembre 2000 | LINEAR                               |
| 182219 -           | 2000 XG26                | 4 dicembre 2000  | LINEAR                               |
| 182220 -           | 2000 XP29                | 4 dicembre 2000  | LINEAR                               |
| 182221 -           | 2000 XO48                | 4 dicembre 2000  | LINEAR                               |
| 182222 -           | 2000 YU1                 | 16 dicembre 2000 | Holman, M. J., Gladman, B., Grav, T. |
| 182223 -           | 2000 YC2                 | 17 dicembre 2000 | Holman, M. J., Gladman, B., Grav, T. |
| 182224 -           | 2000 YO10                | 22 dicembre 2000 | LINEAR                               |
| 182225 -           | 2000 YP35                | 30 dicembre 2000 | LINEAR                               |
| 182226 -           | 2000 YS65                | 29 dicembre 2000 | NEAT                                 |
| 182227 -           | 2000 YU84                | 30 dicembre 2000 | LINEAR                               |
| 182228 -           | 2000 YF89                | 30 dicembre 2000 | LINEAR                               |
| 182229 -           | 2000 YC124               | 29 dicembre 2000 | LONEOS                               |
| 182230 -           | 2001 CL7                 | 1 febbraio 2001  | LINEAR                               |
| 182231 -           | 2001 CZ20                | 2 febbraio 2001  | LONEOS                               |
| 182232 -           | 2001 DJ4                 | 16 febbraio 2001 | LINEAR                               |
| 182233 -           | 2001 DT4                 | 16 febbraio 2001 | LINEAR                               |
| 182234 -           | 2001 DH9                 | 16 febbraio 2001 | Roe, J. M.                           |
| 182235 -           | 2001 DY14                | 17 febbraio 2001 | Crni Vrh                             |
| 182236 -           | 2001 DV17                | 16 febbraio 2001 | LINEAR                               |
| 182237 -           | 2001 DT33                | 17 febbraio 2001 | LINEAR                               |
| 182238 -           | 2001 DW45                | 19 febbraio 2001 | LINEAR                               |
| 182239 -           | 2001 DS78                | 22 febbraio 2001 | Spacewatch                           |
| 182240 -           | 2001 DL93                | 19 febbraio 2001 | LINEAR                               |
| 182241 -           | 2001 EF14                | 15 marzo 2001    | LINEAR                               |
| 182242 -           | 2001 ED21                | 15 marzo 2001    | LONEOS                               |
| 182243 -           | 2001 FV9                 | 20 marzo 2001    | Hug, G.                              |
| 182244 -           | 2001 FF17                | 19 marzo 2001    | LONEOS                               |
| 182245 -           | 2001 FU19                | 19 marzo 2001    | LONEOS                               |
| 182246 -           | 2001 FE45                | 18 marzo 2001    | LINEAR                               |
| 182247 -           | 2001 FP52                | 18 marzo 2001    | LINEAR                               |
| 182248 -           | 2001 FJ71                | 19 marzo 2001    | LINEAR                               |
| 182249 -           | 2001 FG72                | 19 marzo 2001    | LINEAR                               |
| 182250 -           | 2001 FZ81                | 23 marzo 2001    | LINEAR                               |
| 182251 -           | 2001 FZ93                | 16 marzo 2001    | LINEAR                               |
| 182252 -           | 2001 FW98                | 16 marzo 2001    | LINEAR                               |
| 182253 -           | 2001 FV102               | 18 marzo 2001    | LINEAR                               |
| 182254 -           | 2001 FV103               | 18 marzo 2001    | LINEAR                               |
| 182255 -           | 2001 FM108               | 18 marzo 2001    | LINEAR                               |
| 182256 -           | 2001 FR145               | 24 marzo 2001    | Spacewatch                           |
| 182257 -           | 2001 FJ147               | 24 marzo 2001    | LONEOS                               |
| 182258 -           | 2001 FR168               | 23 marzo 2001    | LONEOS                               |
| 182259 -           | 2001 FZ185               | 16 marzo 2001    | LINEAR                               |
| 182260 -           | 2001 GA3                 | 14 aprile 2001   | LINEAR                               |
| 182261 -           | 2001 GN9                 | 15 aprile 2001   | LINEAR                               |
| 182262 Solène      | 2001 HA                  | 17 aprile 2001   | St. Veran                            |
| 182263 -           | 2001 HQ8                 | 21 aprile 2001   | LINEAR                               |
| 182264 -           | 2001 HW10                | 17 aprile 2001   | LINEAR                               |
| 182265 -           | 2001 HX19                | 26 aprile 2001   | Spacewatch                           |
| 182266 -           | 2001 HO25                | 26 aprile 2001   | Spacewatch                           |
| 182267 -           | 2001 HK26                | 27 aprile 2001   | Spacewatch                           |
| 182268 -           | 2001 HT26                | 27 aprile 2001   | Spacewatch                           |
| 182269 -           | 2001 HF33                | 27 aprile 2001   | LINEAR                               |
| 182270 -           | 2001 HK42                | 16 aprile 2001   | LINEAR                               |
| 182271 -           | 2001 HQ54                | 24 aprile 2001   | Spacewatch                           |
| 182272 -           | 2001 HS59                | 23 aprile 2001   | LINEAR                               |
| 182273 -           | 2001 KA                  | 16 maggio 2001   | Tenagra II                           |
| 182274 -           | 2001 KY1                 | 18 maggio 2001   | LINEAR                               |
| 182275 -           | 2001 KA9                 | 18 maggio 2001   | LINEAR                               |
| 182276 -           | 2001 KA10                | 18 maggio 2001   | LINEAR                               |
| 182277 -           | 2001 KD13                | 18 maggio 2001   | LINEAR                               |
| 182278 -           | 2001 KG18                | 20 maggio 2001   | Kušnirák, P., Pravec, P.             |
| 182279 -           | 2001 KC22                | 17 maggio 2001   | LINEAR                               |
| 182280 -           | 2001 KA23                | 17 maggio 2001   | LINEAR                               |
| 182281 -           | 2001 KX23                | 17 maggio 2001   | LINEAR                               |
| 182282 -           | 2001 KU25                | 17 maggio 2001   | LINEAR                               |
| 182283 -           | 2001 KT27                | 17 maggio 2001   | LINEAR                               |
| 182284 -           | 2001 KA35                | 18 maggio 2001   | LINEAR                               |
| 182285 -           | 2001 KB35                | 18 maggio 2001   | LINEAR                               |
| 182286 -           | 2001 KD49                | 24 maggio 2001   | LINEAR                               |
| 182287 -           | 2001 KE52                | 17 maggio 2001   | LINEAR                               |
| 182288 -           | 2001 KN58                | 26 maggio 2001   | LINEAR                               |
| 182289 -           | 2001 KN59                | 26 maggio 2001   | LINEAR                               |
| 182290 -           | 2001 KN68                | 20 maggio 2001   | NEAT                                 |
| 182291 -           | 2001 KV72                | 24 maggio 2001   | LINEAR                               |
| 182292 -           | 2001 KZ73                | 25 maggio 2001   | Spacewatch                           |
| 182293 -           | 2001 KJ75                | 31 maggio 2001   | NEAT                                 |
| (182294) 2001 KU76 | 2001 KU76                | 24 maggio 2001   | Buie, M. W.                          |
| 182295 -           | 2001 LJ13                | 15 giugno 2001   | LINEAR                               |
| 182296 -           | 2001 MN12                | 21 giugno 2001   | NEAT                                 |
| 182297 -           | 2001 MH14                | 28 giugno 2001   | LONEOS                               |
| 182298 -           | 2001 MM20                | 25 giugno 2001   | NEAT                                 |
| 182299 -           | 2001 NE1                 | 12 luglio 2001   | NEAT                                 |
| 182300 -           | 2001 NG2                 | 13 luglio 2001   | NEAT                                 |

## 182301-182400
| Nome     | Designazione provvisoria | Data di scoperta | Scopritore    |
| -------- | ------------------------ | ---------------- | ------------- |
| 182301 - | 2001 NN19                | 14 luglio 2001   | NEAT          |
| 182302 - | 2001 NC22                | 14 luglio 2001   | NEAT          |
| 182303 - | 2001 NR22                | 14 luglio 2001   | NEAT          |
| 182304 - | 2001 OV7                 | 17 luglio 2001   | LONEOS        |
| 182305 - | 2001 OY7                 | 17 luglio 2001   | LONEOS        |
| 182306 - | 2001 OK25                | 18 luglio 2001   | NEAT          |
| 182307 - | 2001 OF36                | 21 luglio 2001   | NEAT          |
| 182308 - | 2001 OU41                | 21 luglio 2001   | NEAT          |
| 182309 - | 2001 OV41                | 22 luglio 2001   | NEAT          |
| 182310 - | 2001 OO43                | 22 luglio 2001   | NEAT          |
| 182311 - | 2001 OY55                | 22 luglio 2001   | NEAT          |
| 182312 - | 2001 OT59                | 21 luglio 2001   | NEAT          |
| 182313 - | 2001 OK61                | 21 luglio 2001   | NEAT          |
| 182314 - | 2001 ON62                | 25 luglio 2001   | NEAT          |
| 182315 - | 2001 OF66                | 22 luglio 2001   | NEAT          |
| 182316 - | 2001 OT86                | 28 luglio 2001   | NEAT          |
| 182317 - | 2001 OM88                | 21 luglio 2001   | NEAT          |
| 182318 - | 2001 OE91                | 25 luglio 2001   | NEAT          |
| 182319 - | 2001 OA98                | 25 luglio 2001   | NEAT          |
| 182320 - | 2001 OJ99                | 27 luglio 2001   | LONEOS        |
| 182321 - | 2001 OA104               | 30 luglio 2001   | LINEAR        |
| 182322 - | 2001 OR111               | 27 luglio 2001   | LONEOS        |
| 182323 - | 2001 OC113               | 28 luglio 2001   | LONEOS        |
| 182324 - | 2001 PP4                 | 10 agosto 2001   | NEAT          |
| 182325 - | 2001 PC5                 | 9 agosto 2001    | NEAT          |
| 182326 - | 2001 PH5                 | 10 agosto 2001   | NEAT          |
| 182327 - | 2001 PJ11                | 9 agosto 2001    | NEAT          |
| 182328 - | 2001 PS13                | 9 agosto 2001    | NEAT          |
| 182329 - | 2001 PH15                | 8 agosto 2001    | NEAT          |
| 182330 - | 2001 PD18                | 9 agosto 2001    | NEAT          |
| 182331 - | 2001 PN19                | 10 agosto 2001   | NEAT          |
| 182332 - | 2001 PO24                | 11 agosto 2001   | NEAT          |
| 182333 - | 2001 PP37                | 11 agosto 2001   | NEAT          |
| 182334 - | 2001 PB43                | 12 agosto 2001   | NEAT          |
| 182335 - | 2001 PV44                | 15 agosto 2001   | NEAT          |
| 182336 - | 2001 PL52                | 15 agosto 2001   | NEAT          |
| 182337 - | 2001 PV54                | 14 agosto 2001   | NEAT          |
| 182338 - | 2001 PG65                | 11 agosto 2001   | NEAT          |
| 182339 - | 2001 PZ66                | 12 agosto 2001   | NEAT          |
| 182340 - | 2001 QM1                 | 16 agosto 2001   | LINEAR        |
| 182341 - | 2001 QP3                 | 16 agosto 2001   | LINEAR        |
| 182342 - | 2001 QA7                 | 16 agosto 2001   | LINEAR        |
| 182343 - | 2001 QY8                 | 16 agosto 2001   | LINEAR        |
| 182344 - | 2001 QJ10                | 16 agosto 2001   | LINEAR        |
| 182345 - | 2001 QH12                | 16 agosto 2001   | LINEAR        |
| 182346 - | 2001 QC15                | 16 agosto 2001   | LINEAR        |
| 182347 - | 2001 QU33                | 17 agosto 2001   | Needville     |
| 182348 - | 2001 QB35                | 16 agosto 2001   | LINEAR        |
| 182349 - | 2001 QN39                | 16 agosto 2001   | LINEAR        |
| 182350 - | 2001 QY43                | 16 agosto 2001   | LINEAR        |
| 182351 - | 2001 QF44                | 16 agosto 2001   | LINEAR        |
| 182352 - | 2001 QH45                | 16 agosto 2001   | LINEAR        |
| 182353 - | 2001 QG47                | 16 agosto 2001   | LINEAR        |
| 182354 - | 2001 QJ60                | 18 agosto 2001   | LINEAR        |
| 182355 - | 2001 QL61                | 16 agosto 2001   | LINEAR        |
| 182356 - | 2001 QV73                | 16 agosto 2001   | LINEAR        |
| 182357 - | 2001 QQ91                | 17 agosto 2001   | LINEAR        |
| 182358 - | 2001 QJ98                | 19 agosto 2001   | LINEAR        |
| 182359 - | 2001 QD114               | 17 agosto 2001   | LINEAR        |
| 182360 - | 2001 QU115               | 17 agosto 2001   | LINEAR        |
| 182361 - | 2001 QN120               | 19 agosto 2001   | LINEAR        |
| 182362 - | 2001 QZ122               | 19 agosto 2001   | LINEAR        |
| 182363 - | 2001 QW124               | 19 agosto 2001   | LINEAR        |
| 182364 - | 2001 QD125               | 19 agosto 2001   | LINEAR        |
| 182365 - | 2001 QK127               | 20 agosto 2001   | LINEAR        |
| 182366 - | 2001 QC136               | 22 agosto 2001   | LINEAR        |
| 182367 - | 2001 QY143               | 21 agosto 2001   | Spacewatch    |
| 182368 - | 2001 QD145               | 24 agosto 2001   | Spacewatch    |
| 182369 - | 2001 QD156               | 23 agosto 2001   | LONEOS        |
| 182370 - | 2001 QK156               | 23 agosto 2001   | LONEOS        |
| 182371 - | 2001 QR161               | 23 agosto 2001   | LONEOS        |
| 182372 - | 2001 QJ180               | 25 agosto 2001   | NEAT          |
| 182373 - | 2001 QY181               | 29 agosto 2001   | NEAT          |
| 182374 - | 2001 QY182               | 23 agosto 2001   | NEAT          |
| 182375 - | 2001 QJ183               | 22 agosto 2001   | Bickel, W.    |
| 182376 - | 2001 QU192               | 22 agosto 2001   | LINEAR        |
| 182377 - | 2001 QW196               | 22 agosto 2001   | Spacewatch    |
| 182378 - | 2001 QW198               | 22 agosto 2001   | LINEAR        |
| 182379 - | 2001 QX215               | 23 agosto 2001   | LONEOS        |
| 182380 - | 2001 QR230               | 24 agosto 2001   | LONEOS        |
| 182381 - | 2001 QL232               | 24 agosto 2001   | Spacewatch    |
| 182382 - | 2001 QT240               | 24 agosto 2001   | LINEAR        |
| 182383 - | 2001 QJ241               | 24 agosto 2001   | LINEAR        |
| 182384 - | 2001 QR243               | 24 agosto 2001   | LINEAR        |
| 182385 - | 2001 QA244               | 24 agosto 2001   | LINEAR        |
| 182386 - | 2001 QF253               | 25 agosto 2001   | LINEAR        |
| 182387 - | 2001 QQ254               | 25 agosto 2001   | LONEOS        |
| 182388 - | 2001 QT254               | 25 agosto 2001   | LINEAR        |
| 182389 - | 2001 QY255               | 25 agosto 2001   | LINEAR        |
| 182390 - | 2001 QD261               | 25 agosto 2001   | LINEAR        |
| 182391 - | 2001 QD266               | 20 agosto 2001   | LINEAR        |
| 182392 - | 2001 QB269               | 20 agosto 2001   | NEAT          |
| 182393 - | 2001 QG272               | 19 agosto 2001   | LINEAR        |
| 182394 - | 2001 QD279               | 19 agosto 2001   | LINEAR        |
| 182395 - | 2001 QL280               | 19 agosto 2001   | LINEAR        |
| 182396 - | 2001 QF287               | 17 agosto 2001   | LINEAR        |
| 182397 - | 2001 QW297               | 20 agosto 2001   | Buie, M. W.   |
| 182398 - | 2001 QK333               | 20 agosto 2001   | NEAT          |
| 182399 - | 2001 RX                  | 8 settembre 2001 | Tucker, R. A. |
| 182400 - | 2001 RZ1                 | 7 settembre 2001 | LINEAR        |

## 182401-182500
| Nome     | Designazione provvisoria | Data di scoperta  | Scopritore      |
| -------- | ------------------------ | ----------------- | --------------- |
| 182401 - | 2001 RT15                | 8 settembre 2001  | LINEAR          |
| 182402 - | 2001 RQ18                | 7 settembre 2001  | LINEAR          |
| 182403 - | 2001 RK24                | 7 settembre 2001  | LINEAR          |
| 182404 - | 2001 RE32                | 8 settembre 2001  | LINEAR          |
| 182405 - | 2001 RW35                | 8 settembre 2001  | LINEAR          |
| 182406 - | 2001 RB38                | 8 settembre 2001  | LINEAR          |
| 182407 - | 2001 RD48                | 10 settembre 2001 | Yeung, W. K. Y. |
| 182408 - | 2001 RS53                | 12 settembre 2001 | LINEAR          |
| 182409 - | 2001 RC56                | 12 settembre 2001 | LINEAR          |
| 182410 - | 2001 RB59                | 12 settembre 2001 | LINEAR          |
| 182411 - | 2001 RU60                | 12 settembre 2001 | LINEAR          |
| 182412 - | 2001 RJ65                | 10 settembre 2001 | LINEAR          |
| 182413 - | 2001 RL66                | 10 settembre 2001 | LINEAR          |
| 182414 - | 2001 RZ73                | 10 settembre 2001 | LINEAR          |
| 182415 - | 2001 RZ75                | 10 settembre 2001 | LINEAR          |
| 182416 - | 2001 RR78                | 10 settembre 2001 | LINEAR          |
| 182417 - | 2001 RL81                | 14 settembre 2001 | NEAT            |
| 182418 - | 2001 RW88                | 11 settembre 2001 | LONEOS          |
| 182419 - | 2001 RV98                | 12 settembre 2001 | LINEAR          |
| 182420 - | 2001 RQ99                | 12 settembre 2001 | LINEAR          |
| 182421 - | 2001 RC103               | 12 settembre 2001 | LINEAR          |
| 182422 - | 2001 RF104               | 12 settembre 2001 | LINEAR          |
| 182423 - | 2001 RR104               | 12 settembre 2001 | LINEAR          |
| 182424 - | 2001 RN113               | 12 settembre 2001 | LINEAR          |
| 182425 - | 2001 RR114               | 12 settembre 2001 | LINEAR          |
| 182426 - | 2001 RL118               | 12 settembre 2001 | LINEAR          |
| 182427 - | 2001 RS120               | 12 settembre 2001 | LINEAR          |
| 182428 - | 2001 RS126               | 12 settembre 2001 | LINEAR          |
| 182429 - | 2001 RZ129               | 12 settembre 2001 | LINEAR          |
| 182430 - | 2001 RF131               | 12 settembre 2001 | LINEAR          |
| 182431 - | 2001 RD132               | 12 settembre 2001 | LINEAR          |
| 182432 - | 2001 RJ134               | 12 settembre 2001 | LINEAR          |
| 182433 - | 2001 RR134               | 12 settembre 2001 | LINEAR          |
| 182434 - | 2001 RH136               | 12 settembre 2001 | LINEAR          |
| 182435 - | 2001 RE140               | 12 settembre 2001 | LINEAR          |
| 182436 - | 2001 SJ1                 | 17 settembre 2001 | Yeung, W. K. Y. |
| 182437 - | 2001 SS11                | 16 settembre 2001 | LINEAR          |
| 182438 - | 2001 SO15                | 16 settembre 2001 | LINEAR          |
| 182439 - | 2001 SS17                | 16 settembre 2001 | LINEAR          |
| 182440 - | 2001 SB19                | 16 settembre 2001 | LINEAR          |
| 182441 - | 2001 SB21                | 16 settembre 2001 | LINEAR          |
| 182442 - | 2001 SD24                | 16 settembre 2001 | LINEAR          |
| 182443 - | 2001 SB26                | 16 settembre 2001 | LINEAR          |
| 182444 - | 2001 SQ26                | 16 settembre 2001 | LINEAR          |
| 182445 - | 2001 SD30                | 16 settembre 2001 | LINEAR          |
| 182446 - | 2001 SC31                | 16 settembre 2001 | LINEAR          |
| 182447 - | 2001 SL31                | 16 settembre 2001 | LINEAR          |
| 182448 - | 2001 SP38                | 16 settembre 2001 | LINEAR          |
| 182449 - | 2001 SW40                | 16 settembre 2001 | LINEAR          |
| 182450 - | 2001 SJ46                | 16 settembre 2001 | LINEAR          |
| 182451 - | 2001 SG50                | 16 settembre 2001 | LINEAR          |
| 182452 - | 2001 SJ50                | 16 settembre 2001 | LINEAR          |
| 182453 - | 2001 SB53                | 16 settembre 2001 | LINEAR          |
| 182454 - | 2001 SV62                | 17 settembre 2001 | LINEAR          |
| 182455 - | 2001 SO63                | 17 settembre 2001 | LINEAR          |
| 182456 - | 2001 SG64                | 17 settembre 2001 | LINEAR          |
| 182457 - | 2001 SO64                | 17 settembre 2001 | LINEAR          |
| 182458 - | 2001 SF69                | 17 settembre 2001 | LINEAR          |
| 182459 - | 2001 SZ72                | 17 settembre 2001 | LINEAR          |
| 182460 - | 2001 SC81                | 20 settembre 2001 | LINEAR          |
| 182461 - | 2001 SK81                | 20 settembre 2001 | LINEAR          |
| 182462 - | 2001 SY82                | 20 settembre 2001 | LINEAR          |
| 182463 - | 2001 SK85                | 20 settembre 2001 | LINEAR          |
| 182464 - | 2001 SH88                | 20 settembre 2001 | LINEAR          |
| 182465 - | 2001 SF91                | 20 settembre 2001 | LINEAR          |
| 182466 - | 2001 SF92                | 20 settembre 2001 | LINEAR          |
| 182467 - | 2001 SO92                | 20 settembre 2001 | LINEAR          |
| 182468 - | 2001 SP93                | 20 settembre 2001 | LINEAR          |
| 182469 - | 2001 SD96                | 20 settembre 2001 | LINEAR          |
| 182470 - | 2001 SR97                | 20 settembre 2001 | LINEAR          |
| 182471 - | 2001 SS101               | 20 settembre 2001 | LINEAR          |
| 182472 - | 2001 SF102               | 20 settembre 2001 | LINEAR          |
| 182473 - | 2001 SE105               | 20 settembre 2001 | LINEAR          |
| 182474 - | 2001 SA110               | 20 settembre 2001 | LINEAR          |
| 182475 - | 2001 SL115               | 20 settembre 2001 | Yeung, W. K. Y. |
| 182476 - | 2001 SD116               | 22 settembre 2001 | Tucker, R. A.   |
| 182477 - | 2001 SB118               | 16 settembre 2001 | LINEAR          |
| 182478 - | 2001 SM121               | 16 settembre 2001 | LINEAR          |
| 182479 - | 2001 SJ130               | 16 settembre 2001 | LINEAR          |
| 182480 - | 2001 SQ130               | 16 settembre 2001 | LINEAR          |
| 182481 - | 2001 SG136               | 16 settembre 2001 | LINEAR          |
| 182482 - | 2001 SJ137               | 16 settembre 2001 | LINEAR          |
| 182483 - | 2001 SB141               | 16 settembre 2001 | LINEAR          |
| 182484 - | 2001 SA142               | 16 settembre 2001 | LINEAR          |
| 182485 - | 2001 SW142               | 16 settembre 2001 | LINEAR          |
| 182486 - | 2001 SY143               | 16 settembre 2001 | LINEAR          |
| 182487 - | 2001 SK158               | 17 settembre 2001 | LINEAR          |
| 182488 - | 2001 SO158               | 17 settembre 2001 | LINEAR          |
| 182489 - | 2001 SU158               | 17 settembre 2001 | LINEAR          |
| 182490 - | 2001 SU164               | 17 settembre 2001 | LINEAR          |
| 182491 - | 2001 SN165               | 19 settembre 2001 | LINEAR          |
| 182492 - | 2001 SO173               | 16 settembre 2001 | LINEAR          |
| 182493 - | 2001 SK174               | 16 settembre 2001 | LINEAR          |
| 182494 - | 2001 SQ181               | 19 settembre 2001 | LINEAR          |
| 182495 - | 2001 SA190               | 19 settembre 2001 | LINEAR          |
| 182496 - | 2001 SL196               | 19 settembre 2001 | LINEAR          |
| 182497 - | 2001 SL200               | 19 settembre 2001 | LINEAR          |
| 182498 - | 2001 SV203               | 19 settembre 2001 | LINEAR          |
| 182499 - | 2001 SF207               | 19 settembre 2001 | LINEAR          |
| 182500 - | 2001 ST212               | 19 settembre 2001 | LINEAR          |

## 182501-182600
| Nome                  | Designazione provvisoria | Data di scoperta  | Scopritore               |
| --------------------- | ------------------------ | ----------------- | ------------------------ |
| 182501 -              | 2001 SH219               | 19 settembre 2001 | LINEAR                   |
| 182502 -              | 2001 SQ224               | 19 settembre 2001 | LINEAR                   |
| 182503 -              | 2001 SQ242               | 19 settembre 2001 | LINEAR                   |
| 182504 -              | 2001 SP245               | 19 settembre 2001 | LINEAR                   |
| 182505 -              | 2001 SW245               | 19 settembre 2001 | LINEAR                   |
| 182506 -              | 2001 SL251               | 19 settembre 2001 | LINEAR                   |
| 182507 -              | 2001 SN251               | 19 settembre 2001 | LINEAR                   |
| 182508 -              | 2001 SA253               | 19 settembre 2001 | LINEAR                   |
| 182509 -              | 2001 SV255               | 19 settembre 2001 | LINEAR                   |
| 182510 -              | 2001 SZ255               | 19 settembre 2001 | LINEAR                   |
| 182511 -              | 2001 SC258               | 20 settembre 2001 | LINEAR                   |
| 182512 -              | 2001 SL268               | 25 settembre 2001 | Yeung, W. K. Y.          |
| 182513 -              | 2001 SM269               | 19 settembre 2001 | Spacewatch               |
| 182514 -              | 2001 SH274               | 20 settembre 2001 | Spacewatch               |
| 182515 -              | 2001 SS276               | 21 settembre 2001 | NEAT                     |
| 182516 -              | 2001 SK293               | 19 settembre 2001 | LINEAR                   |
| 182517 -              | 2001 SC294               | 19 settembre 2001 | LINEAR                   |
| 182518 -              | 2001 SL314               | 23 settembre 2001 | LINEAR                   |
| 182519 -              | 2001 ST317               | 19 settembre 2001 | LINEAR                   |
| 182520 -              | 2001 SU320               | 21 settembre 2001 | LINEAR                   |
| 182521 -              | 2001 SU327               | 18 settembre 2001 | LONEOS                   |
| 182522 -              | 2001 SZ337               | 20 settembre 2001 | LINEAR                   |
| 182523 -              | 2001 SK339               | 21 settembre 2001 | LINEAR                   |
| 182524 -              | 2001 SN342               | 21 settembre 2001 | LINEAR                   |
| 182525 -              | 2001 SX349               | 19 settembre 2001 | LINEAR                   |
| 182526 -              | 2001 SH353               | 19 settembre 2001 | LINEAR                   |
| 182527 -              | 2001 TW6                 | 10 ottobre 2001   | NEAT                     |
| 182528 -              | 2001 TY9                 | 13 ottobre 2001   | LINEAR                   |
| 182529 -              | 2001 TE10                | 13 ottobre 2001   | LINEAR                   |
| 182530 -              | 2001 TT10                | 13 ottobre 2001   | LINEAR                   |
| 182531 -              | 2001 TO22                | 13 ottobre 2001   | LINEAR                   |
| 182532 -              | 2001 TU23                | 14 ottobre 2001   | LINEAR                   |
| 182533 -              | 2001 TA24                | 14 ottobre 2001   | LINEAR                   |
| 182534 -              | 2001 TM25                | 14 ottobre 2001   | LINEAR                   |
| 182535 -              | 2001 TL29                | 14 ottobre 2001   | LINEAR                   |
| 182536 -              | 2001 TN31                | 14 ottobre 2001   | LINEAR                   |
| 182537 -              | 2001 TH35                | 14 ottobre 2001   | LINEAR                   |
| 182538 -              | 2001 TO39                | 14 ottobre 2001   | LINEAR                   |
| 182539 -              | 2001 TS45                | 11 ottobre 2001   | LINEAR                   |
| 182540 -              | 2001 TS49                | 11 ottobre 2001   | LINEAR                   |
| 182541 -              | 2001 TP51                | 13 ottobre 2001   | LINEAR                   |
| 182542 -              | 2001 TH57                | 13 ottobre 2001   | LINEAR                   |
| 182543 -              | 2001 TQ62                | 13 ottobre 2001   | LINEAR                   |
| 182544 -              | 2001 TF64                | 13 ottobre 2001   | LINEAR                   |
| 182545 -              | 2001 TQ73                | 13 ottobre 2001   | LINEAR                   |
| 182546 -              | 2001 TE82                | 14 ottobre 2001   | LINEAR                   |
| 182547 -              | 2001 TK83                | 14 ottobre 2001   | LINEAR                   |
| 182548 -              | 2001 TS83                | 14 ottobre 2001   | LINEAR                   |
| 182549 -              | 2001 TG86                | 14 ottobre 2001   | LINEAR                   |
| 182550 -              | 2001 TS86                | 14 ottobre 2001   | LINEAR                   |
| 182551 -              | 2001 TP89                | 14 ottobre 2001   | LINEAR                   |
| 182552 -              | 2001 TA100               | 14 ottobre 2001   | LINEAR                   |
| 182553 -              | 2001 TW100               | 14 ottobre 2001   | LINEAR                   |
| 182554 -              | 2001 TO111               | 14 ottobre 2001   | LINEAR                   |
| 182555 -              | 2001 TZ112               | 14 ottobre 2001   | LINEAR                   |
| 182556 -              | 2001 TD113               | 14 ottobre 2001   | LINEAR                   |
| 182557 -              | 2001 TW114               | 14 ottobre 2001   | LINEAR                   |
| 182558 -              | 2001 TX115               | 14 ottobre 2001   | LINEAR                   |
| 182559 -              | 2001 TM126               | 13 ottobre 2001   | Spacewatch               |
| 182560 -              | 2001 TE129               | 14 ottobre 2001   | Spacewatch               |
| 182561 -              | 2001 TG130               | 15 ottobre 2001   | Spacewatch               |
| 182562 -              | 2001 TK138               | 10 ottobre 2001   | NEAT                     |
| 182563 -              | 2001 TA139               | 10 ottobre 2001   | NEAT                     |
| 182564 -              | 2001 TL139               | 10 ottobre 2001   | NEAT                     |
| 182565 -              | 2001 TN145               | 10 ottobre 2001   | NEAT                     |
| 182566 -              | 2001 TT145               | 10 ottobre 2001   | NEAT                     |
| 182567 -              | 2001 TQ146               | 10 ottobre 2001   | NEAT                     |
| 182568 -              | 2001 TS148               | 10 ottobre 2001   | NEAT                     |
| 182569 -              | 2001 TN149               | 10 ottobre 2001   | NEAT                     |
| 182570 -              | 2001 TG151               | 10 ottobre 2001   | NEAT                     |
| 182571 -              | 2001 TP156               | 14 ottobre 2001   | Spacewatch               |
| 182572 -              | 2001 TM158               | 11 ottobre 2001   | NEAT                     |
| 182573 -              | 2001 TF160               | 15 ottobre 2001   | NEAT                     |
| 182574 -              | 2001 TR164               | 11 ottobre 2001   | NEAT                     |
| 182575 -              | 2001 TC173               | 13 ottobre 2001   | LINEAR                   |
| 182576 -              | 2001 TW174               | 15 ottobre 2001   | LINEAR                   |
| 182577 -              | 2001 TB175               | 15 ottobre 2001   | LINEAR                   |
| 182578 -              | 2001 TF175               | 14 ottobre 2001   | LINEAR                   |
| 182579 -              | 2001 TK176               | 14 ottobre 2001   | LINEAR                   |
| 182580 -              | 2001 TA177               | 14 ottobre 2001   | LINEAR                   |
| 182581 -              | 2001 TA187               | 14 ottobre 2001   | LINEAR                   |
| 182582 -              | 2001 TK192               | 14 ottobre 2001   | LINEAR                   |
| 182583 -              | 2001 TH198               | 11 ottobre 2001   | LINEAR                   |
| 182584 -              | 2001 TO207               | 11 ottobre 2001   | NEAT                     |
| 182585 -              | 2001 TB219               | 14 ottobre 2001   | LONEOS                   |
| 182586 -              | 2001 TB224               | 14 ottobre 2001   | LINEAR                   |
| 182587 -              | 2001 TX224               | 14 ottobre 2001   | LINEAR                   |
| 182588 -              | 2001 TA226               | 14 ottobre 2001   | NEAT                     |
| 182589 -              | 2001 TV230               | 15 ottobre 2001   | NEAT                     |
| 182590 Vladisvujnovic | 2001 TA245               | 14 ottobre 2001   | Sloan Digital Sky Survey |
| 182591 Mocescobedo    | 2001 TG247               | 14 ottobre 2001   | Sloan Digital Sky Survey |
| 182592 Jolana         | 2001 TF257               | 8 ottobre 2001    | NEAT                     |
| 182593 -              | 2001 UL1                 | 19 ottobre 2001   | Nacogdoches              |
| 182594 -              | 2001 UD2                 | 17 ottobre 2001   | LINEAR                   |
| 182595 -              | 2001 UH18                | 29 ottobre 2001   | Ball, L.                 |
| 182596 -              | 2001 US21                | 17 ottobre 2001   | LINEAR                   |
| 182597 -              | 2001 UE28                | 16 ottobre 2001   | LINEAR                   |
| 182598 -              | 2001 UA32                | 16 ottobre 2001   | LINEAR                   |
| 182599 -              | 2001 UE33                | 16 ottobre 2001   | LINEAR                   |
| 182600 -              | 2001 UL35                | 16 ottobre 2001   | LINEAR                   |

## 182601-182700
| Nome              | Designazione provvisoria | Data di scoperta | Scopritore               |
| ----------------- | ------------------------ | ---------------- | ------------------------ |
| 182601 -          | 2001 UF41                | 17 ottobre 2001  | LINEAR                   |
| 182602 -          | 2001 UC43                | 17 ottobre 2001  | LINEAR                   |
| 182603 -          | 2001 UF43                | 17 ottobre 2001  | LINEAR                   |
| 182604 -          | 2001 UK47                | 17 ottobre 2001  | LINEAR                   |
| 182605 -          | 2001 UM47                | 17 ottobre 2001  | LINEAR                   |
| 182606 -          | 2001 UU47                | 17 ottobre 2001  | LINEAR                   |
| 182607 -          | 2001 UN48                | 17 ottobre 2001  | LINEAR                   |
| 182608 -          | 2001 UN49                | 17 ottobre 2001  | LINEAR                   |
| 182609 -          | 2001 US58                | 17 ottobre 2001  | LINEAR                   |
| 182610 -          | 2001 UX58                | 17 ottobre 2001  | LINEAR                   |
| 182611 -          | 2001 UJ59                | 17 ottobre 2001  | LINEAR                   |
| 182612 -          | 2001 UX60                | 17 ottobre 2001  | LINEAR                   |
| 182613 -          | 2001 UJ61                | 17 ottobre 2001  | LINEAR                   |
| 182614 -          | 2001 UT70                | 17 ottobre 2001  | Spacewatch               |
| 182615 -          | 2001 UM79                | 20 ottobre 2001  | LINEAR                   |
| 182616 -          | 2001 UL80                | 20 ottobre 2001  | LINEAR                   |
| 182617 -          | 2001 UT82                | 20 ottobre 2001  | LINEAR                   |
| 182618 -          | 2001 UT91                | 18 ottobre 2001  | NEAT                     |
| 182619 -          | 2001 UJ101               | 20 ottobre 2001  | LINEAR                   |
| 182620 -          | 2001 UL101               | 20 ottobre 2001  | LINEAR                   |
| 182621 -          | 2001 UO101               | 20 ottobre 2001  | LINEAR                   |
| 182622 -          | 2001 UN106               | 20 ottobre 2001  | LINEAR                   |
| 182623 -          | 2001 UO108               | 20 ottobre 2001  | LINEAR                   |
| 182624 -          | 2001 UA114               | 22 ottobre 2001  | LINEAR                   |
| 182625 -          | 2001 UF114               | 22 ottobre 2001  | LINEAR                   |
| 182626 -          | 2001 UW117               | 22 ottobre 2001  | LINEAR                   |
| 182627 -          | 2001 UC124               | 22 ottobre 2001  | NEAT                     |
| 182628 -          | 2001 UK126               | 23 ottobre 2001  | NEAT                     |
| 182629 -          | 2001 UM131               | 20 ottobre 2001  | LINEAR                   |
| 182630 -          | 2001 UE138               | 23 ottobre 2001  | LINEAR                   |
| 182631 -          | 2001 UP143               | 23 ottobre 2001  | LINEAR                   |
| 182632 -          | 2001 UJ144               | 23 ottobre 2001  | LINEAR                   |
| 182633 -          | 2001 UX145               | 23 ottobre 2001  | LINEAR                   |
| 182634 -          | 2001 UV146               | 23 ottobre 2001  | LINEAR                   |
| 182635 -          | 2001 UL148               | 23 ottobre 2001  | LINEAR                   |
| 182636 -          | 2001 UJ151               | 23 ottobre 2001  | LINEAR                   |
| 182637 -          | 2001 UR151               | 23 ottobre 2001  | LINEAR                   |
| 182638 -          | 2001 UL152               | 23 ottobre 2001  | LINEAR                   |
| 182639 -          | 2001 UM155               | 23 ottobre 2001  | LINEAR                   |
| 182640 -          | 2001 UM156               | 23 ottobre 2001  | LINEAR                   |
| 182641 -          | 2001 UH159               | 23 ottobre 2001  | LINEAR                   |
| 182642 -          | 2001 UO160               | 23 ottobre 2001  | LINEAR                   |
| 182643 -          | 2001 UO161               | 23 ottobre 2001  | LINEAR                   |
| 182644 -          | 2001 UH162               | 23 ottobre 2001  | LINEAR                   |
| 182645 -          | 2001 UL162               | 23 ottobre 2001  | LINEAR                   |
| 182646 -          | 2001 UH165               | 23 ottobre 2001  | NEAT                     |
| 182647 -          | 2001 UA170               | 21 ottobre 2001  | LINEAR                   |
| 182648 -          | 2001 UJ175               | 24 ottobre 2001  | NEAT                     |
| 182649 -          | 2001 UT176               | 20 ottobre 2001  | LINEAR                   |
| 182650 -          | 2001 UL177               | 21 ottobre 2001  | LINEAR                   |
| 182651 -          | 2001 UD178               | 24 ottobre 2001  | LINEAR                   |
| 182652 -          | 2001 UU182               | 16 ottobre 2001  | LINEAR                   |
| 182653 -          | 2001 UK187               | 17 ottobre 2001  | NEAT                     |
| 182654 -          | 2001 UC188               | 17 ottobre 2001  | LINEAR                   |
| 182655 -          | 2001 UE194               | 18 ottobre 2001  | NEAT                     |
| 182656 -          | 2001 UF195               | 18 ottobre 2001  | NEAT                     |
| 182657 -          | 2001 UZ195               | 18 ottobre 2001  | NEAT                     |
| 182658 -          | 2001 UE196               | 18 ottobre 2001  | NEAT                     |
| 182659 -          | 2001 UK196               | 18 ottobre 2001  | Spacewatch               |
| 182660 -          | 2001 UT197               | 19 ottobre 2001  | NEAT                     |
| 182661 -          | 2001 UY201               | 19 ottobre 2001  | NEAT                     |
| 182662 -          | 2001 UG203               | 19 ottobre 2001  | NEAT                     |
| 182663 -          | 2001 UP204               | 19 ottobre 2001  | NEAT                     |
| 182664 -          | 2001 UT204               | 19 ottobre 2001  | NEAT                     |
| 182665 -          | 2001 UV204               | 19 ottobre 2001  | NEAT                     |
| 182666 -          | 2001 UG206               | 20 ottobre 2001  | Spacewatch               |
| 182667 -          | 2001 UG207               | 20 ottobre 2001  | LINEAR                   |
| 182668 -          | 2001 UO208               | 20 ottobre 2001  | Spacewatch               |
| 182669 -          | 2001 UZ214               | 23 ottobre 2001  | Spacewatch               |
| 182670 -          | 2001 UA215               | 23 ottobre 2001  | LINEAR                   |
| 182671 -          | 2001 UR221               | 24 ottobre 2001  | LINEAR                   |
| 182672 -          | 2001 UU221               | 24 ottobre 2001  | LINEAR                   |
| 182673 -          | 2001 UC222               | 25 ottobre 2001  | LINEAR                   |
| 182674 Hanslmeier | 2001 UB225               | 25 ottobre 2001  | Sloan Digital Sky Survey |
| 182675 -          | 2001 UA226               | 16 ottobre 2001  | NEAT                     |
| 182676 -          | 2001 UQ227               | 16 ottobre 2001  | NEAT                     |
| 182677 -          | 2001 UH228               | 24 ottobre 2001  | NEAT                     |
| 182678 -          | 2001 VM1                 | 9 novembre 2001  | NEAT                     |
| 182679 -          | 2001 VP6                 | 9 novembre 2001  | LINEAR                   |
| 182680 -          | 2001 VV7                 | 9 novembre 2001  | LINEAR                   |
| 182681 -          | 2001 VE18                | 9 novembre 2001  | LINEAR                   |
| 182682 -          | 2001 VV18                | 9 novembre 2001  | LINEAR                   |
| 182683 -          | 2001 VS22                | 9 novembre 2001  | LINEAR                   |
| 182684 -          | 2001 VW24                | 9 novembre 2001  | LINEAR                   |
| 182685 -          | 2001 VN25                | 9 novembre 2001  | LINEAR                   |
| 182686 -          | 2001 VJ38                | 9 novembre 2001  | LINEAR                   |
| 182687 -          | 2001 VQ39                | 9 novembre 2001  | LINEAR                   |
| 182688 -          | 2001 VQ45                | 9 novembre 2001  | LINEAR                   |
| 182689 -          | 2001 VL46                | 9 novembre 2001  | LINEAR                   |
| 182690 -          | 2001 VH49                | 10 novembre 2001 | LINEAR                   |
| 182691 -          | 2001 VT49                | 10 novembre 2001 | LINEAR                   |
| 182692 -          | 2001 VH62                | 10 novembre 2001 | LINEAR                   |
| 182693 -          | 2001 VW70                | 11 novembre 2001 | LINEAR                   |
| 182694 -          | 2001 VJ73                | 12 novembre 2001 | Spacewatch               |
| 182695 -          | 2001 VV76                | 15 novembre 2001 | LINEAR                   |
| 182696 -          | 2001 VA95                | 15 novembre 2001 | LINEAR                   |
| 182697 -          | 2001 VM96                | 15 novembre 2001 | LINEAR                   |
| 182698 -          | 2001 VV97                | 15 novembre 2001 | LINEAR                   |
| 182699 -          | 2001 VM100               | 12 novembre 2001 | LONEOS                   |
| 182700 -          | 2001 VB112               | 12 novembre 2001 | LINEAR                   |

## 182701-182800
| Nome             | Designazione provvisoria | Data di scoperta | Scopritore                 |
| ---------------- | ------------------------ | ---------------- | -------------------------- |
| 182701 -         | 2001 VB115               | 12 novembre 2001 | LINEAR                     |
| 182702 -         | 2001 VY119               | 12 novembre 2001 | LINEAR                     |
| 182703 -         | 2001 VD124               | 12 novembre 2001 | LONEOS                     |
| 182704 -         | 2001 WB3                 | 16 novembre 2001 | Spacewatch                 |
| 182705 -         | 2001 WX7                 | 17 novembre 2001 | LINEAR                     |
| 182706 -         | 2001 WG10                | 17 novembre 2001 | LINEAR                     |
| 182707 -         | 2001 WA12                | 17 novembre 2001 | LINEAR                     |
| 182708 -         | 2001 WJ13                | 17 novembre 2001 | LINEAR                     |
| 182709 -         | 2001 WX15                | 25 novembre 2001 | LINEAR                     |
| 182710 -         | 2001 WJ16                | 17 novembre 2001 | LINEAR                     |
| 182711 -         | 2001 WZ16                | 17 novembre 2001 | LINEAR                     |
| 182712 -         | 2001 WQ18                | 17 novembre 2001 | LINEAR                     |
| 182713 -         | 2001 WK20                | 17 novembre 2001 | LINEAR                     |
| 182714 -         | 2001 WN25                | 17 novembre 2001 | LINEAR                     |
| 182715 -         | 2001 WA38                | 17 novembre 2001 | LINEAR                     |
| 182716 -         | 2001 WZ40                | 17 novembre 2001 | LINEAR                     |
| 182717 -         | 2001 WO46                | 19 novembre 2001 | LINEAR                     |
| 182718 -         | 2001 WR47                | 19 novembre 2001 | LONEOS                     |
| 182719 -         | 2001 WP53                | 19 novembre 2001 | LINEAR                     |
| 182720 -         | 2001 WW54                | 19 novembre 2001 | LINEAR                     |
| 182721 -         | 2001 WE56                | 19 novembre 2001 | LINEAR                     |
| 182722 -         | 2001 WC57                | 19 novembre 2001 | LINEAR                     |
| 182723 -         | 2001 WL58                | 19 novembre 2001 | LINEAR                     |
| 182724 -         | 2001 WN68                | 20 novembre 2001 | LINEAR                     |
| 182725 -         | 2001 WF70                | 20 novembre 2001 | LINEAR                     |
| 182726 -         | 2001 WY80                | 20 novembre 2001 | LINEAR                     |
| 182727 -         | 2001 WA100               | 24 novembre 2001 | LINEAR                     |
| 182728 -         | 2001 WM100               | 16 novembre 2001 | Spacewatch                 |
| 182729 -         | 2001 WR100               | 16 novembre 2001 | Spacewatch                 |
| 182730 Muminovic | 2001 WX103               | 21 novembre 2001 | Sloan Digital Sky Survey   |
| 182731 -         | 2001 XW1                 | 7 dicembre 2001  | LINEAR                     |
| 182732 -         | 2001 XH6                 | 7 dicembre 2001  | LINEAR                     |
| 182733 -         | 2001 XV45                | 9 dicembre 2001  | LINEAR                     |
| 182734 -         | 2001 XW45                | 9 dicembre 2001  | LINEAR                     |
| 182735 -         | 2001 XE47                | 9 dicembre 2001  | LINEAR                     |
| 182736 -         | 2001 XX53                | 10 dicembre 2001 | LINEAR                     |
| 182737 -         | 2001 XZ69                | 11 dicembre 2001 | LINEAR                     |
| 182738 -         | 2001 XS70                | 11 dicembre 2001 | LINEAR                     |
| 182739 -         | 2001 XZ71                | 11 dicembre 2001 | LINEAR                     |
| 182740 -         | 2001 XT74                | 11 dicembre 2001 | LINEAR                     |
| 182741 -         | 2001 XU77                | 11 dicembre 2001 | LINEAR                     |
| 182742 -         | 2001 XW78                | 11 dicembre 2001 | LINEAR                     |
| 182743 -         | 2001 XM84                | 11 dicembre 2001 | LINEAR                     |
| 182744 -         | 2001 XF90                | 10 dicembre 2001 | LINEAR                     |
| 182745 -         | 2001 XY104               | 14 dicembre 2001 | Spacewatch                 |
| 182746 -         | 2001 XV105               | 10 dicembre 2001 | LINEAR                     |
| 182747 -         | 2001 XS107               | 10 dicembre 2001 | LINEAR                     |
| 182748 -         | 2001 XJ110               | 11 dicembre 2001 | LINEAR                     |
| 182749 -         | 2001 XA118               | 13 dicembre 2001 | LINEAR                     |
| 182750 -         | 2001 XK124               | 14 dicembre 2001 | LINEAR                     |
| 182751 -         | 2001 XP129               | 14 dicembre 2001 | LINEAR                     |
| 182752 -         | 2001 XS131               | 14 dicembre 2001 | LINEAR                     |
| 182753 -         | 2001 XZ133               | 14 dicembre 2001 | LINEAR                     |
| 182754 -         | 2001 XQ136               | 14 dicembre 2001 | LINEAR                     |
| 182755 -         | 2001 XF143               | 14 dicembre 2001 | LINEAR                     |
| 182756 -         | 2001 XZ148               | 14 dicembre 2001 | LINEAR                     |
| 182757 -         | 2001 XR152               | 14 dicembre 2001 | LINEAR                     |
| 182758 -         | 2001 XO161               | 14 dicembre 2001 | LINEAR                     |
| 182759 -         | 2001 XL162               | 14 dicembre 2001 | LINEAR                     |
| 182760 -         | 2001 XX162               | 14 dicembre 2001 | LINEAR                     |
| 182761 -         | 2001 XY166               | 14 dicembre 2001 | LINEAR                     |
| 182762 -         | 2001 XD167               | 14 dicembre 2001 | LINEAR                     |
| 182763 -         | 2001 XT180               | 14 dicembre 2001 | LINEAR                     |
| 182764 -         | 2001 XL184               | 14 dicembre 2001 | LINEAR                     |
| 182765 -         | 2001 XY201               | 14 dicembre 2001 | Spacewatch                 |
| 182766 -         | 2001 XX202               | 11 dicembre 2001 | LINEAR                     |
| 182767 -         | 2001 XZ209               | 11 dicembre 2001 | LINEAR                     |
| 182768 -         | 2001 XD216               | 14 dicembre 2001 | LINEAR                     |
| 182769 -         | 2001 XL219               | 15 dicembre 2001 | LINEAR                     |
| 182770 -         | 2001 XZ223               | 15 dicembre 2001 | LINEAR                     |
| 182771 -         | 2001 XD233               | 15 dicembre 2001 | LINEAR                     |
| 182772 -         | 2001 XP242               | 14 dicembre 2001 | LINEAR                     |
| 182773 -         | 2001 XU242               | 14 dicembre 2001 | LINEAR                     |
| 182774 -         | 2001 XC253               | 14 dicembre 2001 | LINEAR                     |
| 182775 -         | 2001 XC256               | 5 dicembre 2001  | NEAT                       |
| 182776 -         | 2001 XJ261               | 11 dicembre 2001 | LINEAR                     |
| 182777 -         | 2001 YC7                 | 17 dicembre 2001 | LINEAR                     |
| 182778 -         | 2001 YK22                | 18 dicembre 2001 | LINEAR                     |
| 182779 -         | 2001 YR49                | 18 dicembre 2001 | LINEAR                     |
| 182780 -         | 2001 YH63                | 18 dicembre 2001 | LINEAR                     |
| 182781 -         | 2001 YO97                | 17 dicembre 2001 | LINEAR                     |
| 182782 -         | 2001 YW112               | 18 dicembre 2001 | NEAT                       |
| 182783 -         | 2001 YH123               | 17 dicembre 2001 | LINEAR                     |
| 182784 -         | 2001 YX123               | 17 dicembre 2001 | LINEAR                     |
| 182785 -         | 2001 YJ134               | 17 dicembre 2001 | LINEAR                     |
| 182786 -         | 2001 YU158               | 18 dicembre 2001 | Sloan Digital Sky Survey   |
| 182787 -         | 2002 AE8                 | 5 gennaio 2002   | Spacewatch                 |
| 182788 -         | 2002 AX11                | 10 gennaio 2002  | CINEOS                     |
| 182789 -         | 2002 AJ17                | 9 gennaio 2002   | LINEAR                     |
| 182790 -         | 2002 AJ18                | 8 gennaio 2002   | Asiago-DLR Asteroid Survey |
| 182791 -         | 2002 AN19                | 8 gennaio 2002   | LINEAR                     |
| 182792 -         | 2002 AM23                | 5 gennaio 2002   | NEAT                       |
| 182793 -         | 2002 AG30                | 9 gennaio 2002   | LINEAR                     |
| 182794 -         | 2002 AN46                | 9 gennaio 2002   | LINEAR                     |
| 182795 -         | 2002 AX47                | 9 gennaio 2002   | LINEAR                     |
| 182796 -         | 2002 AS56                | 9 gennaio 2002   | LINEAR                     |
| 182797 -         | 2002 AP58                | 9 gennaio 2002   | LINEAR                     |
| 182798 -         | 2002 AH69                | 13 gennaio 2002  | Spacewatch                 |
| 182799 -         | 2002 AN72                | 8 gennaio 2002   | LINEAR                     |
| 182800 -         | 2002 AA88                | 9 gennaio 2002   | LINEAR                     |

## 182801-182900
| Nome     | Designazione provvisoria | Data di scoperta | Scopritore                     |
| -------- | ------------------------ | ---------------- | ------------------------------ |
| 182801 - | 2002 AQ94                | 8 gennaio 2002   | LINEAR                         |
| 182802 - | 2002 AW97                | 8 gennaio 2002   | LINEAR                         |
| 182803 - | 2002 AV99                | 8 gennaio 2002   | LINEAR                         |
| 182804 - | 2002 AO101               | 8 gennaio 2002   | LINEAR                         |
| 182805 - | 2002 AP101               | 8 gennaio 2002   | LINEAR                         |
| 182806 - | 2002 AD108               | 9 gennaio 2002   | LINEAR                         |
| 182807 - | 2002 AG123               | 9 gennaio 2002   | LINEAR                         |
| 182808 - | 2002 AV123               | 9 gennaio 2002   | LINEAR                         |
| 182809 - | 2002 AH125               | 11 gennaio 2002  | LINEAR                         |
| 182810 - | 2002 AB129               | 13 gennaio 2002  | LINEAR                         |
| 182811 - | 2002 AH132               | 8 gennaio 2002   | LINEAR                         |
| 182812 - | 2002 AL141               | 13 gennaio 2002  | LINEAR                         |
| 182813 - | 2002 AB143               | 13 gennaio 2002  | LINEAR                         |
| 182814 - | 2002 AV147               | 14 gennaio 2002  | LINEAR                         |
| 182815 - | 2002 AF151               | 14 gennaio 2002  | LINEAR                         |
| 182816 - | 2002 AK151               | 14 gennaio 2002  | LINEAR                         |
| 182817 - | 2002 AV151               | 14 gennaio 2002  | LINEAR                         |
| 182818 - | 2002 AP158               | 13 gennaio 2002  | LINEAR                         |
| 182819 - | 2002 AF184               | 7 gennaio 2002   | NEAT                           |
| 182820 - | 2002 AP185               | 8 gennaio 2002   | LINEAR                         |
| 182821 - | 2002 AJ187               | 8 gennaio 2002   | LINEAR                         |
| 182822 - | 2002 AJ190               | 11 gennaio 2002  | LONEOS                         |
| 182823 - | 2002 AN190               | 11 gennaio 2002  | LONEOS                         |
| 182824 - | 2002 AQ191               | 12 gennaio 2002  | CINEOS                         |
| 182825 - | 2002 AJ193               | 12 gennaio 2002  | Spacewatch                     |
| 182826 - | 2002 AN203               | 8 gennaio 2002   | Spacewatch                     |
| 182827 - | 2002 AO209               | 14 gennaio 2002  | NEAT                           |
| 182828 - | 2002 BJ3                 | 20 gennaio 2002  | LONEOS                         |
| 182829 - | 2002 BF4                 | 19 gennaio 2002  | LONEOS                         |
| 182830 - | 2002 BS23                | 23 gennaio 2002  | LINEAR                         |
| 182831 - | 2002 BN28                | 19 gennaio 2002  | LONEOS                         |
| 182832 - | 2002 BO30                | 21 gennaio 2002  | LONEOS                         |
| 182833 - | 2002 CG1                 | 2 febbraio 2002  | Asiago-DLR Asteroid Survey     |
| 182834 - | 2002 CY2                 | 3 febbraio 2002  | NEAT                           |
| 182835 - | 2002 CD3                 | 6 febbraio 2002  | LINEAR                         |
| 182836 - | 2002 CM7                 | 6 febbraio 2002  | Juels, C. W., Holvorcem, P. R. |
| 182837 - | 2002 CN9                 | 6 febbraio 2002  | Spacewatch                     |
| 182838 - | 2002 CG15                | 9 febbraio 2002  | Yeung, W. K. Y.                |
| 182839 - | 2002 CK16                | 6 febbraio 2002  | LINEAR                         |
| 182840 - | 2002 CG18                | 6 febbraio 2002  | LINEAR                         |
| 182841 - | 2002 CU18                | 6 febbraio 2002  | LINEAR                         |
| 182842 - | 2002 CD20                | 4 febbraio 2002  | NEAT                           |
| 182843 - | 2002 CK49                | 3 febbraio 2002  | NEAT                           |
| 182844 - | 2002 CE58                | 7 febbraio 2002  | Spacewatch                     |
| 182845 - | 2002 CK60                | 6 febbraio 2002  | LINEAR                         |
| 182846 - | 2002 CX85                | 7 febbraio 2002  | LINEAR                         |
| 182847 - | 2002 CP87                | 7 febbraio 2002  | LINEAR                         |
| 182848 - | 2002 CD89                | 7 febbraio 2002  | LINEAR                         |
| 182849 - | 2002 CO90                | 7 febbraio 2002  | LINEAR                         |
| 182850 - | 2002 CH92                | 7 febbraio 2002  | LINEAR                         |
| 182851 - | 2002 CO96                | 7 febbraio 2002  | LINEAR                         |
| 182852 - | 2002 CG101               | 7 febbraio 2002  | LINEAR                         |
| 182853 - | 2002 CB102               | 7 febbraio 2002  | LINEAR                         |
| 182854 - | 2002 CO119               | 7 febbraio 2002  | LINEAR                         |
| 182855 - | 2002 CP122               | 7 febbraio 2002  | LINEAR                         |
| 182856 - | 2002 CU130               | 7 febbraio 2002  | LINEAR                         |
| 182857 - | 2002 CD148               | 10 febbraio 2002 | LINEAR                         |
| 182858 - | 2002 CD149               | 10 febbraio 2002 | LINEAR                         |
| 182859 - | 2002 CZ149               | 10 febbraio 2002 | LINEAR                         |
| 182860 - | 2002 CB150               | 10 febbraio 2002 | LINEAR                         |
| 182861 - | 2002 CN150               | 10 febbraio 2002 | LINEAR                         |
| 182862 - | 2002 CY167               | 8 febbraio 2002  | LINEAR                         |
| 182863 - | 2002 CP176               | 10 febbraio 2002 | LINEAR                         |
| 182864 - | 2002 CR179               | 10 febbraio 2002 | LINEAR                         |
| 182865 - | 2002 CV180               | 10 febbraio 2002 | LINEAR                         |
| 182866 - | 2002 CD195               | 10 febbraio 2002 | LINEAR                         |
| 182867 - | 2002 CF200               | 10 febbraio 2002 | LINEAR                         |
| 182868 - | 2002 CF204               | 10 febbraio 2002 | LINEAR                         |
| 182869 - | 2002 CL206               | 10 febbraio 2002 | LINEAR                         |
| 182870 - | 2002 CS210               | 10 febbraio 2002 | LINEAR                         |
| 182871 - | 2002 CT211               | 10 febbraio 2002 | LINEAR                         |
| 182872 - | 2002 CU211               | 10 febbraio 2002 | LINEAR                         |
| 182873 - | 2002 CD222               | 11 febbraio 2002 | LINEAR                         |
| 182874 - | 2002 CC230               | 11 febbraio 2002 | Spacewatch                     |
| 182875 - | 2002 CG233               | 11 febbraio 2002 | LINEAR                         |
| 182876 - | 2002 CZ238               | 11 febbraio 2002 | LINEAR                         |
| 182877 - | 2002 CL240               | 11 febbraio 2002 | LINEAR                         |
| 182878 - | 2002 CQ247               | 15 febbraio 2002 | LINEAR                         |
| 182879 - | 2002 CP252               | 4 febbraio 2002  | LONEOS                         |
| 182880 - | 2002 CH253               | 3 febbraio 2002  | NEAT                           |
| 182881 - | 2002 CD254               | 5 febbraio 2002  | NEAT                           |
| 182882 - | 2002 CD259               | 6 febbraio 2002  | NEAT                           |
| 182883 - | 2002 CL259               | 6 febbraio 2002  | NEAT                           |
| 182884 - | 2002 CE263               | 6 febbraio 2002  | LINEAR                         |
| 182885 - | 2002 CF266               | 7 febbraio 2002  | NEAT                           |
| 182886 - | 2002 CA282               | 8 febbraio 2002  | Spacewatch                     |
| 182887 - | 2002 CU292               | 11 febbraio 2002 | LINEAR                         |
| 182888 - | 2002 CC295               | 10 febbraio 2002 | LONEOS                         |
| 182889 - | 2002 CH301               | 11 febbraio 2002 | LINEAR                         |
| 182890 - | 2002 CZ301               | 12 febbraio 2002 | LINEAR                         |
| 182891 - | 2002 CY302               | 12 febbraio 2002 | LINEAR                         |
| 182892 - | 2002 CD311               | 10 febbraio 2002 | LINEAR                         |
| 182893 - | 2002 DA18                | 20 febbraio 2002 | LINEAR                         |
| 182894 - | 2002 DE18                | 20 febbraio 2002 | LINEAR                         |
| 182895 - | 2002 DN18                | 21 febbraio 2002 | LINEAR                         |
| 182896 - | 2002 DE20                | 16 febbraio 2002 | NEAT                           |
| 182897 - | 2002 EZ3                 | 10 marzo 2002    | Asiago-DLR Asteroid Survey     |
| 182898 - | 2002 EF12                | 14 marzo 2002    | Yeung, W. K. Y.                |
| 182899 - | 2002 EE14                | 5 marzo 2002     | NEAT                           |
| 182900 - | 2002 EG15                | 5 marzo 2002     | NEAT                           |

## 182901-183000
| Nome     | Designazione provvisoria | Data di scoperta | Scopritore                                        |
| -------- | ------------------------ | ---------------- | ------------------------------------------------- |
| 182901 - | 2002 EG26                | 10 marzo 2002    | LONEOS                                            |
| 182902 - | 2002 EP39                | 9 marzo 2002     | LINEAR                                            |
| 182903 - | 2002 EM53                | 13 marzo 2002    | LINEAR                                            |
| 182904 - | 2002 EP60                | 13 marzo 2002    | LINEAR                                            |
| 182905 - | 2002 EG63                | 13 marzo 2002    | LINEAR                                            |
| 182906 - | 2002 EV68                | 13 marzo 2002    | LINEAR                                            |
| 182907 - | 2002 EG81                | 13 marzo 2002    | NEAT                                              |
| 182908 - | 2002 EH90                | 12 marzo 2002    | LINEAR                                            |
| 182909 - | 2002 ET90                | 12 marzo 2002    | LINEAR                                            |
| 182910 - | 2002 EP99                | 2 marzo 2002     | Uccle                                             |
| 182911 - | 2002 EO102               | 6 marzo 2002     | NEAT                                              |
| 182912 - | 2002 EE104               | 9 marzo 2002     | LONEOS                                            |
| 182913 - | 2002 EM106               | 9 marzo 2002     | LONEOS                                            |
| 182914 - | 2002 EL109               | 9 marzo 2002     | Spacewatch                                        |
| 182915 - | 2002 EB113               | 10 marzo 2002    | Spacewatch                                        |
| 182916 - | 2002 EK117               | 9 marzo 2002     | Spacewatch                                        |
| 182917 - | 2002 EX126               | 12 marzo 2002    | LONEOS                                            |
| 182918 - | 2002 EN132               | 13 marzo 2002    | Spacewatch                                        |
| 182919 - | 2002 EM133               | 13 marzo 2002    | LINEAR                                            |
| 182920 - | 2002 EU134               | 13 marzo 2002    | NEAT                                              |
| 182921 - | 2002 ED140               | 12 marzo 2002    | NEAT                                              |
| 182922 - | 2002 EW154               | 6 marzo 2002     | NEAT                                              |
| 182923 - | 2002 EK157               | 13 marzo 2002    | NEAT                                              |
| 182924 - | 2002 EN160               | 12 marzo 2002    | NEAT                                              |
| 182925 - | 2002 EG161               | 12 marzo 2002    | Sloan Digital Sky Survey                          |
| 182926 - | 2002 FU6                 | 20 marzo 2002    | Gladman, B., Kavelaars, J. J., Doressoundiram, A. |
| 182927 - | 2002 FN25                | 19 marzo 2002    | NEAT                                              |
| 182928 - | 2002 FV26                | 20 marzo 2002    | LINEAR                                            |
| 182929 - | 2002 FJ32                | 20 marzo 2002    | LONEOS                                            |
| 182930 - | 2002 FX40                | 21 marzo 2002    | LINEAR                                            |
| 182931 - | 2002 GQ1                 | 4 aprile 2002    | NEAT                                              |
| 182932 - | 2002 GQ2                 | 4 aprile 2002    | LINEAR                                            |
| 182933 - | 2002 GZ31                | 6 aprile 2002    | Buie, M. W.                                       |
| 182934 - | 2002 GJ32                | 8 aprile 2002    | Buie, M. W.                                       |
| 182935 - | 2002 GZ40                | 4 aprile 2002    | NEAT                                              |
| 182936 - | 2002 GC42                | 4 aprile 2002    | NEAT                                              |
| 182937 - | 2002 GS47                | 4 aprile 2002    | Spacewatch                                        |
| 182938 - | 2002 GK48                | 4 aprile 2002    | NEAT                                              |
| 182939 - | 2002 GZ50                | 5 aprile 2002    | LONEOS                                            |
| 182940 - | 2002 GJ55                | 5 aprile 2002    | NEAT                                              |
| 182941 - | 2002 GE65                | 8 aprile 2002    | NEAT                                              |
| 182942 - | 2002 GM67                | 8 aprile 2002    | NEAT                                              |
| 182943 - | 2002 GG91                | 9 aprile 2002    | Spacewatch                                        |
| 182944 - | 2002 GA100               | 10 aprile 2002   | LINEAR                                            |
| 182945 - | 2002 GC101               | 10 aprile 2002   | LINEAR                                            |
| 182946 - | 2002 GO106               | 11 aprile 2002   | LONEOS                                            |
| 182947 - | 2002 GJ110               | 10 aprile 2002   | LINEAR                                            |
| 182948 - | 2002 GJ123               | 10 aprile 2002   | NEAT                                              |
| 182949 - | 2002 GX155               | 13 aprile 2002   | NEAT                                              |
| 182950 - | 2002 GL163               | 14 aprile 2002   | Spacewatch                                        |
| 182951 - | 2002 GU177               | 5 aprile 2002    | White, M., Collins, M.                            |
| 182952 - | 2002 HH16                | 18 aprile 2002   | Spacewatch                                        |
| 182953 - | 2002 HN17                | 21 aprile 2002   | LINEAR                                            |
| 182954 - | 2002 JH1                 | 3 maggio 2002    | Spacewatch                                        |
| 182955 - | 2002 JO10                | 6 maggio 2002    | LINEAR                                            |
| 182956 - | 2002 JK16                | 8 maggio 2002    | LINEAR                                            |
| 182957 - | 2002 JK60                | 10 maggio 2002   | LINEAR                                            |
| 182958 - | 2002 JH62                | 8 maggio 2002    | LINEAR                                            |
| 182959 - | 2002 JK68                | 11 maggio 2002   | LINEAR                                            |
| 182960 - | 2002 JT68                | 6 maggio 2002    | LINEAR                                            |
| 182961 - | 2002 JU116               | 4 maggio 2002    | NEAT                                              |
| 182962 - | 2002 JV118               | 5 maggio 2002    | NEAT                                              |
| 182963 - | 2002 JF122               | 6 maggio 2002    | LONEOS                                            |
| 182964 - | 2002 JE138               | 9 maggio 2002    | NEAT                                              |
| 182965 - | 2002 KX8                 | 29 maggio 2002   | NEAT                                              |
| 182966 - | 2002 LC4                 | 5 giugno 2002    | LINEAR                                            |
| 182967 - | 2002 LK22                | 8 giugno 2002    | LINEAR                                            |
| 182968 - | 2002 LN29                | 7 giugno 2002    | NEAT                                              |
| 182969 - | 2002 MA5                 | 29 giugno 2002   | NEAT                                              |
| 182970 - | 2002 NN15                | 5 luglio 2002    | LINEAR                                            |
| 182971 - | 2002 NQ15                | 5 luglio 2002    | LINEAR                                            |
| 182972 - | 2002 NX21                | 9 luglio 2002    | LINEAR                                            |
| 182973 - | 2002 NL23                | 9 luglio 2002    | LINEAR                                            |
| 182974 - | 2002 NT23                | 9 luglio 2002    | LINEAR                                            |
| 182975 - | 2002 NE36                | 9 luglio 2002    | LINEAR                                            |
| 182976 - | 2002 NR37                | 9 luglio 2002    | LINEAR                                            |
| 182977 - | 2002 NU38                | 14 luglio 2002   | LINEAR                                            |
| 182978 - | 2002 NX39                | 14 luglio 2002   | NEAT                                              |
| 182979 - | 2002 NE42                | 14 luglio 2002   | NEAT                                              |
| 182980 - | 2002 NQ46                | 13 luglio 2002   | NEAT                                              |
| 182981 - | 2002 NK51                | 5 luglio 2002    | LINEAR                                            |
| 182982 - | 2002 NG61                | 6 luglio 2002    | NEAT                                              |
| 182983 - | 2002 NO61                | 5 luglio 2002    | NEAT                                              |
| 182984 - | 2002 OV                  | 17 luglio 2002   | LINEAR                                            |
| 182985 - | 2002 OF1                 | 17 luglio 2002   | LINEAR                                            |
| 182986 - | 2002 OR2                 | 17 luglio 2002   | LINEAR                                            |
| 182987 - | 2002 OC8                 | 18 luglio 2002   | NEAT                                              |
| 182988 - | 2002 OM8                 | 19 luglio 2002   | NEAT                                              |
| 182989 - | 2002 OE13                | 18 luglio 2002   | LINEAR                                            |
| 182990 - | 2002 OJ17                | 18 luglio 2002   | LINEAR                                            |
| 182991 - | 2002 OK25                | 30 luglio 2002   | Lowe, A.                                          |
| 182992 - | 2002 OM28                | 16 luglio 2002   | NEAT                                              |
| 182993 - | 2002 PC1                 | 4 agosto 2002    | Yeung, W. K. Y.                                   |
| 182994 - | 2002 PO11                | 5 agosto 2002    | CINEOS                                            |
| 182995 - | 2002 PH24                | 6 agosto 2002    | NEAT                                              |
| 182996 - | 2002 PB28                | 6 agosto 2002    | NEAT                                              |
| 182997 - | 2002 PY29                | 6 agosto 2002    | NEAT                                              |
| 182998 - | 2002 PW34                | 5 agosto 2002    | CINEOS                                            |
| 182999 - | 2002 PJ37                | 5 agosto 2002    | LINEAR                                            |
| 183000 - | 2002 PR46                | 9 agosto 2002    | LINEAR                                            |